# ستيفن بريزبان
ستيفن بريزبان (بالإنجليزية: Steven Brisbane)‏ هو لاعب كرة قدم بريطاني في مركز الدفاع، ولد في 13 يناير 1995 في إسكتلندا في المملكة المتحدة. لعب مع نادي ستيرلينغشير الشرقية ونادي فالكيرك ونادي كلايد.

## وصلات خارجية
- ستيفن بريزبان على موقع قاعدة بيانات كرة القدم.إي يو (الإنجليزية)
- ستيفن بريزبان على موقع Soccerbase.com (لاعب) (الإنجليزية)
- ستيفن بريزبان على موقع Soccerway.com (الإنجليزية)